# Національна премія України імені Тараса Шевченка — лауреати 2008 року
Національні премії України імені Тараса Шевченка в галузі літератури, журналістики, мистецтва і архітектури 2008 року були присуджені Указом Президента України від 3 березня 2008 р. № 193 за поданням Комітету по Національних преміях України імені Т. Г. Шевченка. Розмір Національної премії України імені Тараса Шевченка склав сто тридцять тисяч гривень кожна.

## Список лауреатів
| Галузь                           | Лауреат | Обґрунтування |
| -------------------------------- | --- | --- |
| Література                       | Віра Вовк (Селянська Віра Остапівна) — письменниця, громадянка Бразилії | за книги «Сьома печать», «Ромен-зілля» та переклади творів української літератури португальською мовою                  |
| Література                       | Голота Любов Василівна — письменниця | за роман «Епізодична пам′ять»;                                                                                          |
| Література                       | Перебийніс Петро Мусійович — поет | за збірку поезій «Пшеничний годинник»                                                                                   |
| Образотворче мистецтво           | Сідак Василь Васильович — майстер народного мистецтва | за серію дерев'яної скульптури                                                                                          |
| Образотворче мистецтво           | Франчук Валерій Олександрович — художник | за цикл живописних творів «Розгойдані дзвони пам′яті», присвячений жертвам Голодоморів в Україні                        |
| Концертно-виконавська діяльність | Вокальна формація «Піккардійська терція»: Якимець Володимир Ярославович Нудик Ярослав Володимирович Богач Богдан Михайлович Капраль Андрій Миронович Шавала Андрій Михайлович Турянин Роман Федорович | за концертні програми 2003 — 2006 років.                                                                                |
| Музичне мистецтво                | Ляшенко Геннадій Іванович — композитор | за кантати «Містерія тиші» та «Вітражі й пейзажі» для хору a cappella на вірші Тараса Шевченка і Богдана-Ігора Антонича |
| Театральне мистецтво             | Дзекун Олександр Іванович — режисер-постановник Петрів Володимир Юліанович — актор | за виставу «Берестечко» Рівненського обласного академічного українського музично-драматичного театру                    |
| Театральне мистецтво             | Малахов Віталій Юхимович — режисер-постановник Бенюк Богдан Михайлович — актор Сумська Наталія В'ячеславівна — актриса                                                                                | за виставу «Про мишей та людей» театральної компанії «Бенюк і Хостікоєв»                                                |
| Кіномистецтво                    | Ткачук Михайло Петрович — кінорежисер | за документальний серіал «Загадка Норильського повстання» (про опір українських політв'язнів у таборах Гулагу)          |